# Mirre Knaven
Mirre Knaven (Turnhout, 18 augustus 2004) is een Nederlands wielrenster. Knaven is gespecialiseerd in wegwielrennen en was ook een veldrijdster.

## Carrière
Knaven begon met wielrennen bij wielerploeg van haar ouders. Aanvankelijk was ze actief in zowel het wegwielrennen als het veldrijden. In 2019 werd Knaven tweede op het Nederlands kampioen veldrijden. Een jaar later herhaalde ze deze prestatie. Voor het seizoen 2023 werd Knaven lid van het toenmalige AG Insurance-NXTG U23-team. Knaven haalde in haar eerste seizoen meermaals de top 10, waaronder een derde plaats in de GP Eco-Struct en een vijfde plaats in de Trofee Maarten Wynants voor vrouwen. In 2024 behaalde ze haar eerste UCI overwinning door de tweede etappe van de Gracia Orlová te winnen. Ook won ze de koninginnenrit van deze ronde, waardoor ze een tweede plaats in het klassement behaalde. Een paar weken later volgde voor Knaven een tweede etappewinst in de Tour de Feminin.
Tijdens het seizoen 2024 maakte Knaven de overstap naar de Amerikaanse wielerploeg EF-Oatly-Cannondale. Een dag na de overstap maakte Knaven haar eerste optreden voor de ploeg in de Ronde van Thüringen. In 2025 maakte Knaven haar debuut in de Ronde van Italië. Na acht etappes eindigde op plek 96 in het algemeen klassement.

## Palmares

### Overwinningen
2024
2e etappe Gracia Orlová
Punten- en jongerenklassement Gracia Orlová
4e etappe Tour de Feminin
Bergklassement Tour de Feminin

### Resultaten in voornaamste wedstrijden
| \| Jaar \| Ronde van Italië \| Ronde van Frankrijk \| Ronde van Spanje \| \| ---- \| ---------------- \| ------------------- \| ---------------- \| \| 2025 \| 96e \| \| \| |                  |                     |                  |
| Jaar | Ronde van Italië | Ronde van Frankrijk | Ronde van Spanje |
| 2025 | 96e              |                     |                  |

## Privéleven
Mirre Knaven is de dochter van voormalige wielrenners Servais Knaven en  Natascha den Ouden, oprichter en manager van de wielerploeg AG Insurance-Soudal. Haar oudere zussen Britt Knaven en Senne Knaven waren eveneens wielrenster. Haar jongere zus Fee Knaven maakt onderdeel uit van de wielerploeg van haar ouders.
Knaven heeft een relatie met de Tsjechische wielrenner Pavel Bittner.

## Ploegen
- 2023 –  AG Insurance-NXTG U23
- 2024 –  AG Insurance-Soudal NXTG (tot 23 juni)
- 2024 –  EF-Oatly-Cannondale (vanaf 24 juni)
- 2025 –  EF Education-Oatly

Armitage · Borghesi · Cadzow · Emond · Ewers · Faulkner   · Henttala · Jackson · Kakita (vanaf 31/7) · Kessler · Knaven (vanaf 24/6) · Koppenburg · Labecki · Quinn · Rüegg · Stannard · Vallieres
Armitage (tot 1/4) · Berton · Borghesi · Cadzow · Christie · Emond · Ewers · Faulkner   · Henttala · Jackson · Kerbaol · Kessler · Kingma (vanaf 27/6) · Knaven · Roy · Rüegg · Vallieres · Volstad · van der Wolf